# Bryan Lasme
Bryan Lasme (* 14. November 1998 in Montauban) ist ein französisch-ivorischer Fußballspieler, der beim FC Schalke 04 unter Vertrag steht.

## Karriere

### Verein
Lasme begann seine fußballerische Karriere 2006 beim Amateurklub JE Montalbanais. Nur ein Jahr später wechselte er für sieben Jahre zum Montauban FC. Im Jahr 2014 wurde er von der Jugendakademie des FC Sochaux unter Vertrag genommen. 2014/15 kam er bereits einmal für die zweite Mannschaft zum Einsatz. In der Folgesaison spielte er bereits zweimal in der National 2. Nach dem Abstieg der Zweitmannschaft, spielte er 2016/17 19 Mal in der National 3, wobei er zweimal traf. Außerdem debütierte er bei einem 3:3-Unentschieden gegen Clermont Foot für die Profis in der Ligue 2. Am 15. Dezember 2017 (19. Spieltag) schoss er nach Einwechslung gegen erneut Clermont Foot den 2:0-Siegtreffer und somit den ersten Treffer in seiner Profikarriere. Die Saison beendete er mit neun Profieinsätzen und einem Tor. Zur Saison 2018/19 wurde er an den Drittligisten SO Cholet verliehen. Für seinen kurzzeitigen Arbeitgeber debütierte er am 9. November 2018 (13. Spieltag) gegen die US Avranches nach Einwechslung. Insgesamt spielte er für Cholet in der Spielzeit 16 Mal, wobei er nie treffen konnte. Nach seiner Rückkehr wurde er jedoch auch kein Stammspieler, traf jedoch in seinen 16 Einsätzen insgesamt viermal. In der Saison 2020/21 etablierte er sich schließlich endgültig im Kern der Mannschaft und traf in 32 Ligaduellen neunmal.
Zur Saison 2021/22 wechselte er in die Bundesliga zu Arminia Bielefeld. Sein Mannschaftsdebüt gab er am 7. August 2021 im DFB-Pokal, als er gegen die SpVgg Bayreuth in der Startelf stand und direkt seine ersten beiden Tore im Verein schoss. Wenige Tage später debütierte er auch in der Bundesliga bei einem 0:0-Remis gegen den SC Freiburg in der Startelf. In der Ligasaison 2021/22 traf er zweimal in 23 Einsätzen und stieg am Ende der Spielzeit in die 2. Bundesliga ab. Nach dem erneuten Abstieg der Arminia in die 3. Liga wechselte Lasme zur Saison 2023/24 zum FC Schalke 04. Im Januar 2025 wurde er für ein halbes Jahr an den Grasshopper Club Zürich verliehen.

### Nationalmannschaft
Bislang spielte Lasme dreimal für die U20 Frankreichs, wobei er einmal traf.